# Hain-cykeln
Hain-cykeln är en löst ihophållen serie av noveller och romaner av Ursula K. Le Guin. Sviten ska inte ses som en cykel i egentlig mening, eftersom varje bok är fristående. Ursula K. Le Guin själv ville inte beskriva romanerna som en del i någon egentlig cykel. Hon medger att det fanns ett visst samband mellan dem. Däremot menar hon att det inte finns någon tydlig tidslinje och att det finns många inkonsekvenser mellan berättelserna.

## Handling
Cykeln har fått sitt namn efter planeten Hain, som i Hainsvitens alternativa verklighet är den planet mänskligheten uppstod på. Mänskligheten har sedan spritts till omkring 80 andra planeter, inklusive vårt Jorden. Dessa är förenade i ett FN-liknande förbund kallat Ekumenen. Befolkningen på de olika planeterna skiljer sig tämligen påtagligt, rent genetiskt, från varandra. I romanen Mörkrets vänstra hand är de lokala människorna asexuella varelser, som endast under några få dagar varje månad blir könsvarelser, med ett slumpstyrt kön. Alla människor kan bli gravida. I romanen Exilplaneten har den lokala befolkningen, som har avlägsnat sig kraftigt från den mänskliga huvudgruppen och inte tillhör Ekumenen, gula, kattliknande ögon, och betydligt ljusare hy än huvudgruppen. I Mörkrets vänstra hand antyds det tämligen klart att skillnaderna mellan de mänskliga varelserna på de olika planeterna är en följd av genetiska experiment från Hainfolkets sida.

## Översatta verk ur Hain-cykeln
- De obesuttna  / Shevek, är den bok som ligger närmast vår tid. Jorden har genomgått en ekologisk kollaps. Människan har spritt sig till andra planeter och förlorat kontakten med varandra på grund av de enorma avstånden mellan värdarna. Vetenskapsmannen Shevek utvecklar en kommunikationsapparat, ansibeln, som gör det möjligt att skicka information snabbare än ljuset och därför gör det möjligt för människorna att åter igen kommunicera mellan värdarna. Utgavs första gången på svenska 1976 under namnet Shevek, och nyutgavs som De obesuttna 2019. Båda versionerna är översatta av Gunnar Gällmo. I nyutgåvan finns också novellen Dagen före revolutionen i översättning av Mats Dannewitz Linder. [6][7]
- Där världen heter skog. Informationsutbytet via ansibeln har lett till att ett världarnas förbund har bildats. Förbundet domineras av den äldsta civiliserade rasen Haine, som bedriver hård exploatering av närliggande världar. Översatt av Mona Eriksson.[8]
- Rocannons planet. Människorna i förbundet lär sig tankeöverföring samtidigt som förbundet rustar på grund av att en avlägsen civilisation hotar att invadera. Översatt av Sven Christer Swahn.[9]
- Exilplaneten. Människorna kan telepati men håller på att förlora kontrollen över förmågan. Samtidigt tappar förbundet kontakten med andra världar. Något har hänt. Översatt av Gunnar Gällmo. [10]
- Illusionernas stad. Utomgalaktiska Shing har försökt invadera men besegrats, vilket lägger grunden för en ny förening mellan världarna. Översatt av Lena Jonsson.[11]
- Mörkrets vänstra hand. Ekumenen, ett förbund för vetenskapligt utbyte, har bildats och de mänskliga raserna börjar nu åter knyta band mellan varandra över de oändliga avstånden. Översatt av Torkel Franzén. [12]
- Berättelsen är världens språk. Utspelar sig i slutet av Hain-cykeln och kretsar kring teman som religion, kultur, språk och snabb modernisering/exploatering. Översatt av Kristian Holmgren[13]
- Koyot-kvinnan och andra djurväsenden. Novellsamling utgiven 1992. Innehåller två noveller som utspelar sig i Hain-cykeln. Översatt av Lena Fries-Gedin. [14]

## Ännu oöversatta verk
Le Guins skrivit ett flertal andra noveller som utspelar sig i Hain-världen. Fyra av dessa noveller finns samlade i boken Four Ways to Forgiveness.
Library of America gav 2017 ut de samlade verken om Hain i boxen Hainish Novels & Stories. Den innehåller två volymer. I den finns även en tidigare inte utgiven novell vid namn Old music and the slave women. Novellsamlingen Four ways to forgiveness blir här därför Five Ways to Forgiveness.